# John Jellicoe, 1. jarl af Jellicoe
John Rushworth Jellicoe, 1. jarl Jellicoe (5. december 1859 – 20. november 1935) var en engelsk søofficer, der startede sin karriere i 1872 i Royal Navy. Han blev udnævnt til admiral op til første verdenskrig, hvor han blandt andet deltog i Søslaget ved Jylland 1916. 
Jellicoe virkede som generalguvernør af New Zealand i perioden mellem 1920 – 1924 og blev i 1925 ophøjet til jarl.

## Krige
John Jellicoes første krig var den engelsk-egyptiske krig i 1882. Senere deltog han i nedkæmpelsen af Bokseropstanden. 
John Jellicoe var øverstkommanderende over Grand Fleet i 1914-1916. Derefter var sir David Beatty den øverstkommanderende i 1916-1919. De to admiraler var i fællesskab ledere af den britiske flåde under Søslaget ved Jylland i 1916. 

## Familie
John Jellicoe fik fem døtre og een søn. Denne søn (George Jellicoe, 2. jarl Jellicoe) blev også admiral. I 1963-1964 var George Jellicoe Storbritanniens sidste marineminister. Han blev jarl i 1935, men indtrådte først i Overhuset, da han fyldte 21 år i 1939. Han var medlem af huset indtil sin død 68 år senere. George Jellicoe var Overhusets alderspræsident i 1999-2007.  
1. ↑  Navnet er anført på engelsk og stammer fra Wikidata hvor navnet endnu ikke findes på dansk.
2. ↑  Navnet er anført på engelsk og stammer fra Wikidata hvor navnet endnu ikke findes på dansk.
3. ↑  Navnet er anført på engelsk og stammer fra Wikidata hvor navnet endnu ikke findes på dansk.
4. ↑  Navnet er anført på engelsk og stammer fra Wikidata hvor navnet endnu ikke findes på dansk.
5. ↑  Navnet er anført på engelsk og stammer fra Wikidata hvor navnet endnu ikke findes på dansk.
6. ↑  Navnet er anført på engelsk og stammer fra Wikidata hvor navnet endnu ikke findes på dansk.
7. ↑  Navnet er anført på engelsk og stammer fra Wikidata hvor navnet endnu ikke findes på dansk.
8. ↑  Navnet er anført på engelsk og stammer fra Wikidata hvor navnet endnu ikke findes på dansk.